# 川本輝夫
川本 輝夫（かわもと てるお、1931年8月1日 - 1999年2月18日）は、日本の市民活動家、政治家。水俣病の患者の運動体『チッソ水俣病患者連盟』の委員長、水俣市議会議員（3期）を務めた。

## 来歴
熊本県葦北郡水俣町（現・水俣市）出身。父、川本嘉藤太は、水俣市に工場がある新日本窒素肥料株式会社（1965年に「チッソ」と改名）に勤めていた。
輝夫は、家庭の事情により熊本県立水俣高等学校を2年で中退する。漁業作業員・建設作業員・チッソ臨時工員などの職業を経験し病院勤務する。寝たきりの父を介護しつつ准看護士資格を取得する。
1955年、水俣病を発症。1961年より父が発病して寝たきりとなり、1965年4月に急性劇症でもだえ死ぬのを看取る。
1968年に水俣病の認定申請を行って2回棄却される。その後、認定申請棄却処分に対する行政不服審査請求を行うも、これも棄却される。
1968年5月18日、チッソ水俣工場は、排液の元であるアセトアルデヒドの製造を停止。同年9月26日には、厚生省が、熊本における水俣病はチッソ水俣工場のアセトアルデヒド製造工程で副生されたメチル水銀化合物が原因であると発表する。その時点では、認定患者は死亡した人も含め111人だった。川本輝夫は、水俣病での未認定患者が死亡患者や重症患者も含めて多くいることを踏まえ、潜在患者の認定申請の説得につとめ、未認定患者救済運動に積極的に参加し、リーダー的存在となる。裁判による解決を求めるグループ、いわゆる「訴訟派」とは別に、チッソ側に直接抗議しチッソの幹部と交渉する自主交渉を展開する。
1971年8月7日、環境庁は、川本ら未認定患者9人の行政不服審査に対する棄却処分を取り消し、熊本県と鹿児島県に対し審査やり直しを命令した。

1年6ヶ月のチッソ本社前での座り込みやチッソ本社重役との自主交渉については、警備員らによる暴行があり反撃も十分できないまま、逆に1972年12月27日に傷害罪で起訴され、懲役1年6ヶ月の求刑を受け、一審判決は罰金5万円・執行猶予1年の有罪判決であったが、高等裁判所では被疑事実が認定されつつも
との理由で公訴棄却となり、最高裁で確定している。
1973年7月9日に、患者側とチッソの補償協定を勝ち得る。「チッソ水俣病患者連盟」の委員長を22年間つとめ、水俣病の被害の非常に深刻な実態、チッソへの責任追及、そして未認定患者が多くいることを、日本や世界の市民に知らせることとなる。なお、2004年時点でも認定患者の数は2,263人であり、患者側が満足できる水準でない。1995年の政府による調停受け入れを条件に一時金を受け取ることができる未認定患者も、12,700人とされている。
1976年10月3日、三里塚芝山連合空港反対同盟が開催した集会に参加し、デモ隊と機動隊がぶつかる混乱のさなかに逮捕されている（処分保留で釈放）。
水俣市議会議員選挙に無所属で立候補し当選、3期務めた。出席最後の市議会では、「水俣湾を世界遺産に」と提案する。
1999年2月18日、肝臓がんで死去。67歳没。市民運動を担う人々のほか、細川護熙や石原慎太郎からも弔辞が届けられた。

### 死後
2006年2月、川本の裁判での証言や機関紙に寄せた記述、発言などを収録した『水俣病誌』が出版される。
2019年2月14日、自宅に残された川本の手帳24冊、大学ノートとリポート用紙の束16冊を、長男が整理し、公開する準備を進めていることが報じられた。
2020年2月15日、川本がチッソとの本格的な自主交渉を始める前の1971年1月14日、川本らが本社で経営陣に加害責任を追及する肉声テープが見つかったと報じられた。約2時間の音声記録には、第1次訴訟原告患者も参加し、チッソの取締役ら3人と話し合う様子が収録されている。
2021年9月18日、ユージン・スミスを題材とする映画『MINAMATA-ミナマタ-』の先行上映会が水俣市文化会館で行われた。同年9月23日、日本全国公開。川本をモデルとした患者運動のリーダーを真田広之が演じた。

## 著書
- 川本輝夫『水俣病誌』世織書房、2006年2月。ISBN 978-4902163216。